# Kalnács
Kalnács (románul: Călnaci) falu Romániában, Hargita megyében.

## Története
Gyergyóvárhegy része. 1956-ig adatai a városéhoz voltak számítva. A trianoni békeszerződés előtt Csík vármegye Gyergyószentmiklósi járásához tartozott.

## Népessége
2002-ben 290 lakosa volt, ebből 288 román és 2 magyar.

## Vallások
Lakói döntő többségében ortodox vallásúak.